# Huntly-Bauxitmine
Die Huntly-Bauxitmine befindet sich bei Dwellingup in der Darling Range in Western Australia. Eröffnet wurde das weltgrößte Bauxit-Bergwerk im Jahr 1976, das jährlich 23 Millionen Tonnen Bauxit fördert. Dieses Bergwerk zählte 2010 zu den fünf größten Bauxitbergwerken Australiens.

## Bergwerksbetrieb
Verarbeitet wird das Bauxit-Erz in der Pinjarra- und Kwinana-Raffinerie. Östlich davon liegt die Willowdale-Bauxitmine, die 1984 eröffnet wurde und etwa 9 Millionen Tonnen Bauxit jährlich fördert; es wird in der Wagerup-Raffinerie zu Aluminiumoxid verarbeitet.
Aus dem Bauxit beider Bergwerke werden jährlich 10 Millionen Tonnen Aluminium in Schmelzflusselektrolyse-Anlagen produziert. Dies sind 47 Prozent der australischen Aluminiumproduktion. Die Aluminiumproduktion der Alcoa of Australia in Western Australia beläuft sich auf 13 Prozent der weltweiten Aluminiumproduktion.
Nach Angaben des Bergwerk-Betreibers Alcoa wird jährlich eine Fläche von etwa 600 ha rekultiviert.